# Distretto di Baktalórántháza
Il distretto di Baktalórántháza (in ungherese Baktalórántházai járás) è un distretto dell'Ungheria, situato nella provincia di Szabolcs-Szatmár-Bereg.